# Quantum Air
Quantum Air, bis 2009 AeBal, war eine spanische Fluggesellschaft mit Sitz in Madrid und Basis auf dem Flughafen Madrid-Barajas.

## Geschichte

### AeBal

Logo der AeBal

Die Fluggesellschaft wurde 1999 unter dem Namen Aerolineas de Baleares, kurz AeBal, gegründet und nahm am 4. Juli 2000 als Tochtergesellschaft der Spanair den Flugbetrieb mit drei Boeing 717 auf. Die nationalen Flüge wurden als Spanair Link geflogen. Die Eigentümer der Fluggesellschaft waren Spanair (51 %) und die SAS Group (49 %). Nachdem Spanair die Kooperation Spanair Link beendet hatte, musste auch AeBal zum 16. September 2008 den Flugbetrieb einstellen. Drei Flugzeuge wurden der Spanair überstellt und die restlichen fünf bis zur Wiederaufnahme des Flugbetriebs an den Leasinggeber zurückgegeben und abgestellt.

### Quantum Air
AeBal wurde im Frühjahr 2009 unter der neuen Eigentümerin, der spanischen Investmentgruppe Proturin, in Quantum Air umbenannt und der Flugbetrieb wieder aufgenommen. 
Am 26. Januar 2010 gab die Quantum Air bekannt, dass der Ticketverkauf bis auf Weiteres eingestellt würde, da der Flugbetrieb auf Grund unternehmensfremder Gründe gegenwärtig nicht weitergeführt werden könne. Als genauere Ursache werden seitens Quantum Air nicht näher bezeichnete Vertragsverletzungen durch frühere Manager und die ehemalige Eignerin SAS angeführt.

## Ziele
Quantum Air flog nationale Ziele an und bot zahlreiche Charterflüge und ACMI-Dienste innerhalb Europas an. Sie hatte ihren Hub zuletzt auf dem Flughafen Madrid-Barajas.

## Flotte

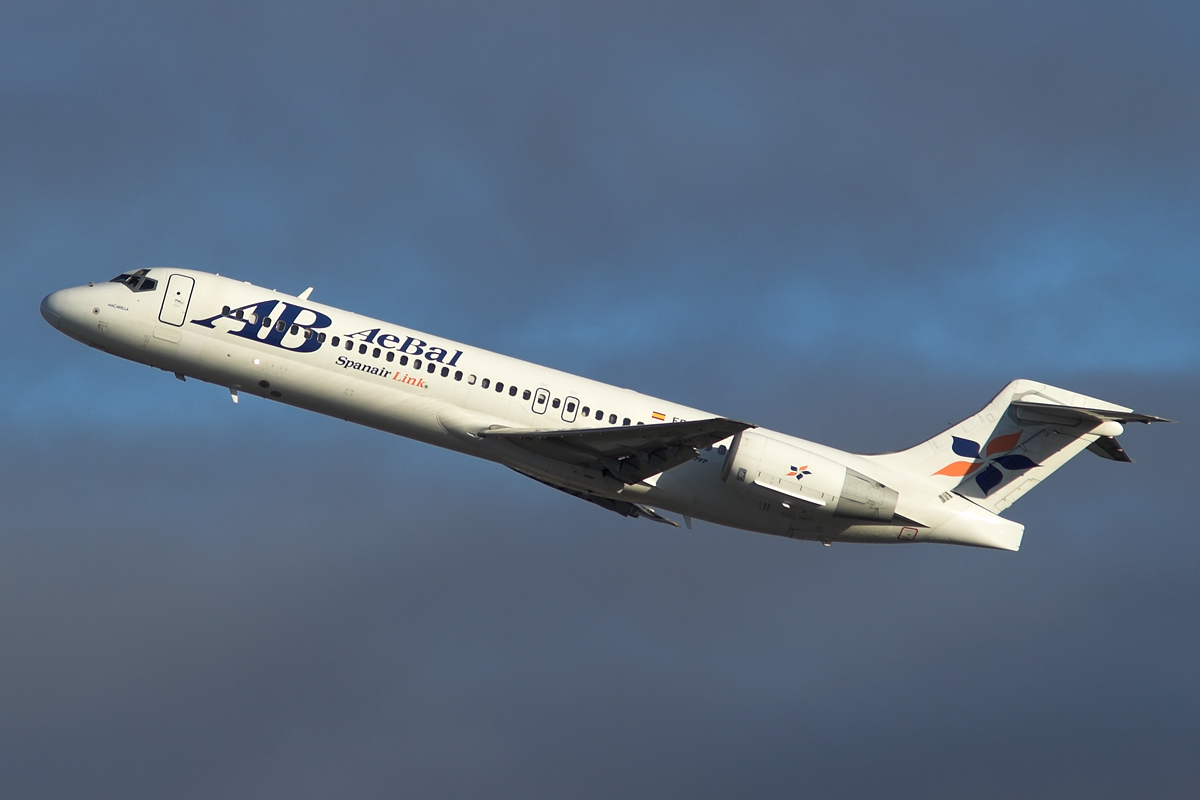
Eine Boeing 717-200 noch unter dem Namen AeBal

Mit Stand Februar 2010 bestand die Flotte der Quantum Air aus einem Flugzeug des Typs Boeing 717-200.
Mit Stand Januar 2011 waren keine Maschinen mehr auf die Gesellschaft registriert. Quantum Air war zum damaligen Zeitpunkt neben Spanair einziger europäischer Betreiber der Boeing 717. Ihre Exemplare wurden sukzessive von Blue1 übernommen.